# Trevor Ravenscroft
Trevor Ravenscroft född 1921, död 1989, var en brittisk författare som skrivit flera böcker om hemliga sällskap och ockultism.